# كاستيلفيتري سول كالوري
كاستيلفيتري سول كالوري هي إحدى المجتمعات المحلية في مقاطعة أفيلينو ، كامبانيا ، جنوب إيطاليا .أُخذَ اسمه من نهر كالوري اربينو الذي يجري قريب من البلدة.